# Belleville (Michigan)
Belleville – miasto w stanie Michigan, w hrabstwie Wayne. W roku 2010 liczyło 3991 mieszkańców. Ma powierzchnię 3,11 km². Leży ok. 47 km na południowy zachód od Detroit.